# Cyrus Vance, Jr.
Pour les articles homonymes, voir Vance.
Cyrus Roberts Vance, Jr., né le 14 juin 1954 à Manhattan, est un avocat et procureur américain. Il est procureur du comté de New York (Manhattan) de 2010 à 2021.

## Biographie

### Jeunesse, études et vie privée
Cyrus Vance, Jr. grandit à New York. Militant du parti démocrate, il fréquente dès son plus jeune âge les cercles du pouvoir. « Cy », comme le surnomment la presse et ses proches collaborateurs, est le fils de Cyrus Vance qui était déjà une figure du barreau new-yorkais avant de devenir secrétaire d'État des États-Unis sous la présidence de Jimmy Carter, de 1977 à 1980. Diplômé de l'université Yale, il obtient un doctorat en droit à l'université de Georgetown en 1982. 
Il est marié à Peggy McDonnell, photographe professionnelle, avec qui il a deux enfants.

### Carrière
Après ses études, il commence à travailler dans sa ville natale de New York, en tant qu'assistant au bureau du procureur de l'État de New York, Robert Morgenthau. Il est décrit dans les années 1980, comme la star montante du parquet new-yorkais.

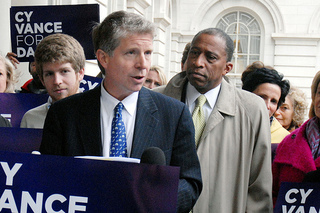
Cyrus Vance, Jr. en mai 2009.

Malgré un avenir prometteur à New York, Cyrus Vance, Jr. s'installe à Seattle en 1988 pour y ouvrir un cabinet d'avocat. En 1995, il se fait une réputation en défendant 29 000 employées féminines de l'entreprise Boeing, qui accusent l'avionneur de discrimination sexuelle et obtient 72,5 millions de dollars de compensation. Sa victoire dans ce procès, lui vaut une réputation de défendeur de la cause féminine. Il fait de la violence exercée sur des personnes vulnérables, notamment les femmes, une des priorités de son action,. 
En 2004, de retour sur la côte Est, Cyrus Vance, Jr. travaille sur les délits commis sur la voie publique, puis il intègre le Career criminal bureau, qui s'occupe des récidivistes avant de passer au prestigieux Rackets bureau dédié au crime organisé.
En novembre 2009, il succède à Robert Morgenthau, en étant élu pour un mandat de quatre ans, procureur de l'État de New York avec 91 % des voix sous l'étiquette Parti démocrate. 

#### Affaire DSK
C'est à Cyrus Vance, Jr. qu'incombe de prouver la culpabilité de Dominique Strauss-Kahn, ancien directeur général du FMI, accusé d’agression sexuelle, commise le 14 mai 2011, dans sa chambre de l'hôtel Sofitel de New York, sur Nafissatou Diallo. Devant les faits reprochés, la juridiction de l'État de New York décide d'engager une procédure pénale à son encontre.
À la suite de la découverte d'éléments susceptibles de jeter un doute sur la crédibilité de la plaignante, le procureur Cyrus Vance, Jr. demande au juge, lors d'une audience au tribunal pénal de Manhattan, le 1er juillet 2011, de lever le placement en résidence surveillée de Dominique Strauss-Kahn. Le 22 août 2011, il annonce qu'il va demander au juge d'abandonner toutes les charges. Le 23 août 2011, le juge décide d'abandonner toutes les charges contre Dominique Strauss-Kahn.
En 2015, il renonce à poursuivre le producteur Harvey Weinstein, impliqué dans une affaire d'abus sexuel, enregistrement audio à l'appui. « Même si l'enregistrement est horrible à écouter, ce que l’on peut comprendre dans le document audio était insuffisant pour prouver un crime en vertu de la loi de New York, qui exige des procureurs d'établir l'intention criminelle », expliquent les services du procureur.